# Yi Zheng Lin
Yi Zheng Lin (* 1962 in Fuzhou Fujian) ist ein chinesisch-deutscher Maler und Bildhauer.

## Leben
Yi Zheng Lin wuchs in Südost-China, gegenüber der Insel Taiwan auf. Er lebt und arbeitet in Fuzhou Fujian und Gießen. Seine Kindheit verbrachte er in einem traditionellen chinesischen Haus mit Hof und Garten. Nachdem seine Eltern in anderen Teil der Stadt zogen, blieb er zurück und wurde von seiner Großmutter und einem Onkel großgezogen. Seine Großmutter fertigte  kunsthandwerkliche Objekte wie z. B. Laternen aus Reispapier und Bambus oder handgenähte und bestickte Schuhe aus Stoff. So übte sich Lin  in handwerklicher Geschicklichkeit. Ein weiterer prägender Einfluss in seiner Kindheit war die ihm umgebende Natur. Da ein Kunststudium in China in dieser Zeit noch unbekannt war, entschloss er sich zunächst Lehramt zu studieren. Später wechselte er in den Staatsdienst und studierte parallel Jura.
1991 emigrierte er nach Deutschland und begann ein Jura-Studium in Gießen. Während einer Tätigkeit auf einer Messe in Frankfurt am Main bekam er nach Abbau des Messe-Standes Farben geschenkt, und er begann zu malen. Seine Arbeiten fanden in seinem Bekanntenkreis  Anerkennung und so wagte er es, seine Arbeiten dem Giessener Kunstverein vorzustellen, der seine erste Ausstellung mit dem Titel „Der Wind wählt nicht“ 1999 arrangierte. Sein Atelier bestand in der Anfangsphase aus einer Kammer im Studentenwohnheim. Mit zunehmender Nachfrage seiner Kunstwerke entschloss er sich, sein Jura-Studium  aufzugeben und sich nur noch ausschließlich der Kunst zu widmen. Lin erhielt Stipendien der Stiftung Künstlerdorf Schöppingen und  des Künstlerbahnhof Ebernburg e. V.

## Werk
Als Autodidakt entwickelte er, beeinflusst von traditioneller chinesischer Tuschmalerei, aber auch von Informel und Action Painting, seine eigene Formensprache. Seine Malerei erinnert zuweilen an chinesische Schriftzeichen, sie ist jedoch abstrakt und inspiriert von organischen Formen.
Als Materialien für seine Malerei wählt er traditionelles Reis- und Seidenpapier.
Er versieht seine malerischen Werke, die keine Titel tragen, zusätzlich mit Symbolen, wie einer Schlange und einem Tiger, der für sein Horoskop steht. Reispapier war auch das erste Ausgangsmaterial, mit dem er dreidimensionale Körper-Objekte formte. Auf der Suche nach flexibel zusammensetzbarem und transportablem Material stieß er auf industrielle Produkte. Rohre, Kabelbinder, Mülltüten etc. sind sein plastisches Alphabet, aus dem er seine filigranen, organisch anmutenden Objekte und Installationen gestaltet. Die Bestandteile werden von ihrer ursprünglichen Funktion befreit und in den Arrangements mit neuer Bedeutung aufgeladen. So mutiert z. B. ein Tampon zu einem Blütenkelch. Die Titel, die er für seine dreidimensionalen Werke wählt, sind oft humorvolle Metaphern. Zur Begriffsfindung durchsucht er botanische Bücher. Sowohl seine Malerei als auch seine plastischen Werke kennzeichnen sich durch eine lineare Grundstruktur, die er mit ausgewählten, farbigen Akzenten versieht. Der kalligrafische Einfluss wird auf diese Weise in seinem Gesamtwerk sichtbar.

## Ausstellungen (Auswahl)
- 2009 „Paarlaufen“, Kunststation Kleinsassen, „03. Tease art Fair Köln“, Beteiligung an Kunstmesse durch Galerie Arthus in Köln; „Zwischenwelten“ in der Galerie Arthus in Zell a. H.; „4. Höhler Biennale Gera“ in Gera
- 2008 „Kunst Stoff“, Galerie +, Wetzlar; „Kunstdirekt“, 8. Kunstmesse Rheinland-Pfalz, Mainz; „Aufbrüche und Verwandlung“, Kunstverein Friedberg; „Aufbrüche und Verwandlung“, Oberhessisches Museum Giessen; „Metamorphosen“, Galerie F. A. C. Prestel, Frankfurt am Main
- Frankfurter Kunstblock, Frankfurt am Main; „3. Höhler Biennale Gera“, Gera;

„Chinesische und deutsche zeitgenössische Kunst“, Art-Museum, Xiamen, China;
„100 Jahre Fujan-Universität“, Fuzhou, China; „Bilder und Objekte“, Galerie F. A. C. Prestel, Frankfurt am Main
- 2006 „Kunstdirekt“ 7. Kunstmesse Rheinland-Pfalz, Mainz;

„Kunst aktuell“, Kunsthalle Gießen; „Tuschmalerei aus Fujian“, Kunsthalle Gießen;
„Lin-Flora“, Galerie Salon Brenner, Offenbach
- 2005 „Künstler aus Fuzhou“, BBK-Galerie Mainz; „Schiller“, Kunsthalle Gießen;
- 2004 „In Bewegung“, Kunsthalle Gießen; „Kunstdirekt“, 6. Kunstmesse Rheinland-Pfalz, Mainz;
- 2003 „ungezügelt“, Doppelausstellung Galerie Remmele und Galerie Seidenstrasse, Gießen; „Bilder und Objekte“, Kulturhaus Bad Rappenau; „Dialog Art II“, Kunsthalle Gießen
- 2002 „Die Paraphrase“, Kulturhaus Spandau, Berlin; „Coincidence I / 2002“, europäisches Kulturzentrum IGNIS, Köln; „Dialog Art I“, Oberhessisches Museum, Gießen
- 2001 „Asian Painters“ mit Yoko Kawaga, Galerie Forum, Gießen; „Künstlerische Weltreise“, Galerie Bilderfabrik, Siegen
- 2000 „Die Quintessenz des Herbstwindes“, städtische Galerie Haus Seel, Siegen
- 1999 „99 der Wind wählt nicht!“, Stadthaus, Kongresshalle Gießen